# Грудень 2016
Грудень 2016 — дванадцятий місяць 2016 року, що розпочався в четвер 1 грудня та закінчиться в суботу 31 грудня.

## Події
- 1 грудня
  - Зазнав аварії російський вантажний космічний корабель «Прогрес-МС-4»[1].
  - Україна провела планові військові навчання із випробування керованих ракет на території Херсонської області. Міністерство оборони Російської Федерації попередило, що у разі якщо ракети створять загрозу російським об'єктам, що перебувають у даному районі території РФ, будуть завдані удари для знищення засобів їхнього пуску[2].
  - Новий король Таїланду Маха Вачиралонгкорн зійшов на престол[3].
  - У результаті президентських виборів у Гамбії[en] опозиційний кандидат Адама Берроу несподівано переміг діючого президента країни Яйя Джамме.
- 4 грудня
  - У ході спецоперації силових структур у Київській області через трагічний збіг обставин сталася стрілянина між двома підрозділами МВС — краного розшуку і КОРД, у ході якої загинуло 5 поліцейських[4].
  - На президентських виборах в Узбекистані[en] новим президентом став Шавкат Мірзийоєв[5].
  - У другому турі президентських виборів в Австрії[en] перемогу здобув лідер австрійської партії зелених Александер ван дер Беллен[6].
- 5 грудня
  - Голова Ради Міністрів Італії Маттео Ренці оголосив про відставку після проведення референдуму про парламентську реформу[7].
  - На французькому Парламентському каналі[fr] показали документальний фільм-психоаналіз «Вибір Олега» (фр. Le choix d’Oleg) про добровольця з Тюмені, що воював під Марʼїнкою [8] [9].
  - З космодрому Куру відбувся успішний пуск ракети-носія «Вега» з українським двигуном РД-843 для 4-го ступеня. Ракета вивела на орбіту турецький супутник[10].
- 6 грудня
  - Кібератака урядових сайтів (Держказначейства України та інших) та внутрішніх мереж держорганів призвела до масштабних затримок бюджетних виплат[11][12]
  - Помер англійський актор Пітер Вон (1923—2016), що знявся за другорядними ролями більш як у 70 британських фільмах і телевізійних постановках[13].
- 7 грудня
  - У результаті серії землетрусів в Індонезії[en] понад 90 людей загинуло та сотні поранено[14].
  - У Берні на спільному засіданні двох палат Федеральних зборів (парламенту) була обрана на посаду Президента Швейцарії Доріс Лойтхард[15].
  - Журнал «Time» назвав людиною року Дональда Трампа[16].
  - На партійному з'їзді Християнсько-демократичного союзу в Ессені Федерального канцлера Німеччини Ангелу Меркель вчетверте було обрано лідером ХДС, з метою подальшого балотування на посаду канцлера[17].
  - У результаті катастрофи літака ATR 42 в Пакистані загинуло 48 осіб, що перебували на його борту[18].
- 8 грудня
  - Тритомне видання Національної академії наук України «Dark energy and dark matter in the Universe» (2013—2015 рр.), опубліковане Видавничим домом «Академперіодика», було відзначене нагородою Міжнародної академії астронавтики 2016 року в категорії «Найкраща книга в галузі фундаментальних наук»[19]
- 9 грудня
  - Корейський парламент оголосив імпічмент президенту Кореї Пак Кин Хє, обов'язки президента став виконувати Хван Кьоан[20].
  - Відсвяткував сторічний ювілей всесвітньо відомий актор Кірк Дуглас, зірка фільмів «Спартак», «Чемпіон» та «Жага до життя», що у цьому ж році відзначив 70 років від початку зйомок у кіно та є батьком декількох акторів, зокрема Майкла Дугласа.
- 10 грудня
  - Головний виконавчий директор нафтової корпорації ExxonMobil Рекс Тіллерсон зустрівся з Дональдом Трампом щодо призначення на посаду державного секретаря США [21]
  - У результаті терористичного акту в Стамбулі біля стадіону Vodafone Arena загинуло 38 людей, понад 160 отримали поранення[22].
  - Через обвалення даху церкви під час богослужіння у місті Уйо штату Аква-Ібом у Нігерії загинуло майже 200 людей[23]
  - 29-та щорічна церемонія вручення премії «Європейський кіноприз» за досягнення в європейському кінематографі.
- 11 грудня
  - У результаті вибуху поблизу коптського собору в Каїрі загинуло 25 людей, ще 49 отримали поранення[24][25].
  - 29 осіб загинули та 48 — постраждали внаслідок вибуху, що прогримів неподалік від столичного порту Могадішо в Сомалі[26].
  - Бронзові медалі в естафеті 4х6 км на другому етапі Кубка світу з біатлону в Поклюці (Словенія) зайняли українські біатлоністки Ірина Варвинець, Юлія Джима, Олена Підгрушна та Анастасія Меркушина[27].
  - Новим прем'єр-міністром Італії призначений Паоло Джентілоні[28].
  - Запрацював найдовший у світі Готардський залізничний тунель[29].
  - На парламентських виборах у Румунії[en] більшість набрали соціал-демократи[30].
  - На парламентських виборах у Македонії[en] більшість набрала правляча партія — націонал-консервативна[31].
- 12 грудня
  - У Чернігові обвалилася стіна в аварійному гуртожитку, загинула одна мешканка, 150 чоловік відселили[32][33]
  - Футболіст іспанського «Реала» та збірної Португалії Кріштіану Роналду вчетверте став володарем «Золотого м'яча» у 2016 році за вірсією France Football[34]
  - Олександр Шовковський оголосив про завершення футбольної кар'єри гравця[35].
- 13 грудня
  - Дональд Трамп запропонував керівника ExxonMobil Рекса Тіллерсона на посаду держсекретаря США [36]
- 14 грудня
  - Окружний суд Амстердама вирішив повернути скіфське золото кримських музеїв державі Україна [37] [38].
  - Загальні збори НАН України виключили С. Ю. Глазьєва зі складу Академії[39].
- 15 грудня
  - Китайський авіаносець «Ляонін» здійснив перші навчальні стрільби в Бохайвані [40] [41].
  - У геномі морських коників тигрохвостих знайдені еволюційні зміни, що привели до вагітності у самців[en] і незвичайної анатомії іглицевих риб [42] [43] [44] [45] [46]
- 17 грудня
  - У результаті вибуху автомобіля в районі зупинки громадського транспорту поблизу університетського кампусу в турецькому місті Кайсері загинуло 14 військових, ще 56 отримали поранення. Відповідальність за теракт взяло на себе угруповання «Соколи свободи Курдистану»[47][48][49].
  - Масове отруєння метиловим спиртом в Іркутську (Росія) — інцидент, що привів до загибелі 75 осіб.
- 18 грудня
  - У результаті теракту в м. Аден (Ємен) загинуло 49 військових, ще близько 60 поранено. Відповідальність за вибух взяла на себе «Ісламська держава»[50].
  - У фіналі клубного чемпіонату світу з футболу іспанський «Реал Мадрид» переміг японську команду «Касіма Антлерс».[51].
  - Кабінет Міністрів України ухвалив рішення про націоналізацію ПриватБанку, найбільшого банку в Україні[52].
  - Внаслідок боїв біля м. Світлодарськ загинули 5 військовослужбовців Збройних сил України.
- 19 грудня
  - Під час відкриття виставки в Анкарі вбито надзвичайного і повноважного посла Російської Федерації у Туреччині, Андрія Карлова[53].
  - Унаслідок наїзду вантажівки на різдвяний ярмарок у Берліні загинули 12 людей і близько 50 отримали поранення[54].
  - Генасамблея ООН ухвалила резолюцію «Стан з правами людини в Автономній Республіці Крим та місті Севастополь (Україна)», підготовлену Україною[55].
  - У Москві помер радянський і російський актор Олександр Яковлєв[56].
  - У пустелі Сахара вперше за 37 років випав сніг[57].
  - Кабінет Міністрів України ухвалив рішення про перехід у 100 % власність держави найбільшого банку України — ПриватБанку[58].
- 20 грудня
  - Державне підприємство «Антонов» представив перший дослідний зразок нового транспортного літака «Ан-132»[59].
  - У Стамбулі (Туреччина) відкрито автомобільний тунель «Євразія» під Босфором.[60][61]
  - У ході протестів у Конго силами безпеки було вбито 34 цивільних у чотирьох містах країни[62].
- 22 грудня
  - Всесвітня організація охорони здоров'я оголосила про успішне випробування вакцини від хвороби, яку спричинює вірус Ебола, ефективність котрої оцінюють як 100-відсоткову[63].
- 23 грудня
  - Рада Безпеки ООН прийняла резолюцію, яка закликає Ізраїль припинити будівництво єврейських поселень на палестинській території[64].
  - Після кровопролитних протистоянь, уряд та опозиція в ДРК домовилися, що чинний президент Жозеф Кабіла піде у відставку у кінці 2017 року[65]
- 25 грудня
  - У результаті падіння літака Ту-154 Міністерства оборони РФ у Чорне море неподалік Сочі загинуло 92 людини. Літак прямував до Сирії на авіабазу Хмеймим[66].
  - У Чилі стався землетрус магнітудою 7,6—7,7 балів за 26 кілометрів на південний схід від міста Пуерто-Кельйон. Осередок підземних поштовхів залягав на глибині 40 км[67].
  - Тайфун Ніна досягнув Філіппін.
  - У результаті пожежі біля метро Чернігівська загинула одна жінка[68]
  - Помер англійський співак, композитор та продюсер Джордж Майкл[69].
- 27 грудня
  - Померла американська акторка Керрі Фішер, відома за роллю принцеси Леї Органи з кіносаги «Зоряні війни»[70].
  - Американський боксерський портал Fightnews.com найкращим боксером 2016 року визнав Василя Ломаченка — чемпіона світу за версією WBO в другій напівлегкій вазі[71]
- 28 грудня
  - На чемпіонаті світу зі швидких шахів в Катарі чемпіонами стали українські гросмейстери Василь Іванчук та Анна Музичук[72].
- 29 грудня
  - В Овідіопольському районі сталося подвійне вбивство; місцеві жителі з рушницями шукають вбивцю[73]
  - США прийняли рішення вислати 35[74] російських дипломатів і закрити 2 дипломатичні житлокомплекси;[75] Мінфін США ввів санкції проти російських чиновників у зв'язку з кібератаками, що вплинули на вибори[76].
- 31 грудня
  - Пан Гі Мун завершив кар'єру Генерального секретаря Організації об'єднаних націй (ООН) (очолював з 2007 року)[77].
  - Терористична організація «Ісламська Держава» (ІДІЛ) взяла відповідальність за два вибухи, що стались в районі Синак у Багдаді (Ірак)[78]. У результаті загинули щонайменше 25 людей, а більш ніж 50 отримали поранення[79].
  - Колишній голова Служби безпеки України Валерій Маліков помер на 75-му році життя після тривалої хвороби[80]